# 出川 (松本市)
出川（いでがわ）は、長野県松本市の市街地の南にある地名。現行行政地名は出川1丁目から出川3丁目。住居表示実施済み。郵便番号は390-0827。南隣りの出川町については出川町の項を参照。

## 概要
中央を田川が横断しており、右岸に1・3丁目、左岸に2丁目がある。また、1丁目と2丁目は和泉川によって区切られている。頭無川の源流がある。並柳、出川町との境にはやまびこ道路が通り、郊外型専門店が集まっている。2丁目の中央には北国西街道の一部に当たる出川通りがあり、県の史跡に指定されている旧中田家住宅など古い家屋が多い。
戦国時代には「高原瀬」と称された。

## 歴史
- 1992年10月26日 - 1丁目で住居表示実施。
- 1994年2月28日 - 2〜3丁目で住居表示実施。

## 世帯数と人口
2018年（平成30年）10月1日現在の世帯数と人口は以下の通りである。
| 丁目      | 世帯数  | 人口  |
| --------- | ------- | ----- |
| 出川1丁目 | 82世帯  | 216人 |
| 出川2丁目 | 205世帯 | 399人 |
| 出川3丁目 | 119世帯 | 251人 |
| 計        | 406世帯 | 866人 |

## 主な施設
- ゆめひろば庄内
- 松本警察署 庄内交番
- 松本出川郵便局
- 公園・緑地
  - 出川公園（出川2丁目111番1） - 松本市の街区公園[5]。
  - 庄内西公園（出川1丁目20番2） - 松本市の街区公園[5]。敷地面積2,100平方メートル。2010年（平成22年）、庄内地区土地区画整理事業の一環で整備。田川支流逢初川の調整池を兼ねており、排水用のポンプが設置されているものの水はけが悪く、藻で足下が滑りやすいとして2020年（令和2年）以降閉鎖されている[6]。
  - 庄内公園（出川1丁目13番） - 松本市の近隣公園[5]。
  - 出川緑地（出川2丁目101番4） - 松本市の都市緑地[5]。
  - 出川北緑地（松本市出川2丁目1570番10） - 松本市の都市緑地[5]。